# John H. Cox
John Herman Cox (nacido John Kaplan; Chicago, Illinois, 15 de julio de 1955) es un empresario, activista y político estadounidense, miembro del Partido Republicano.

## Carrera empresarial

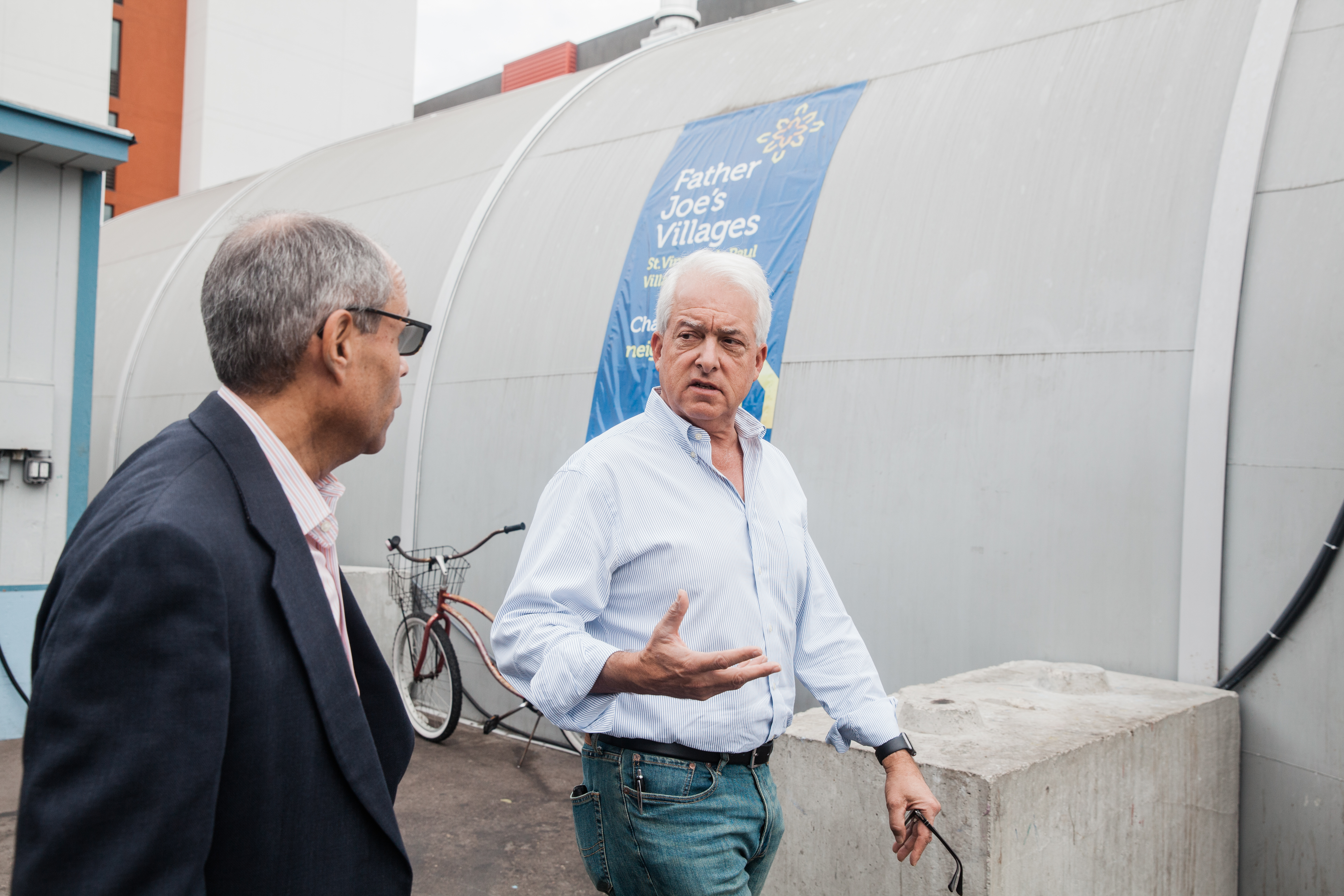
John Cox en una visita al albergue para indigentes Father Joe's Village de San Diego, California.

En 1981, fundó una firma de abogados especializada en derecho corporativo y planificación fiscal, John H. Cox and Associates. En 1985, fundó Cox Financial Group Ltd., que se especializa en asesoría de inversiones, planificación de impuestos sobre la renta, planificación de jubilación y protección de activos.
En 1998, Cox fue demandado por mala conducta financiera por los propietarios de la empresa de papas fritas de Chicago de la familia Japp. Cox tuvo que pagar un acuerdo de 1,7 millones de dólares en 1999.

## Carrera política

### Elección presidencial de 2008
El 9 de marzo de 2006, Cox anunció su candidatura para la nominación republicana a la presidencia de los Estados Unidos en 2008, convirtiéndose en el primer republicano en ingresar formalmente a la carrera presidencial de 2008. Se retiró de la carrera a finales de año. Cox se convirtió en residente a tiempo parcial de California en 2007, y en 2011 se convirtió en residente a tiempo completo de Rancho Santa Fe.

### Elección para gobernador de California de 2018
El 7 de marzo de 2017, Cox anunció su candidatura a gobernador de California en las elecciones de 2018.
Cox lanzó su campaña con el lema "limpiar el granero". Prometió reducir los impuestos de California, reducir la regulación comercial, mejorar la infraestructura y derogar el impuesto a la gasolina. Según los informes, Cox contribuyó con 4,4 millones de dólares a su propia campaña.
En las elecciones generales de noviembre, perdió ante el candidato demócrata y vicegobernador titular Gavin Newsom, quien ganó por aproximadamente 24 puntos de diferencia.

### Elecciones revocatorias de California de 2021
Con el aumento en la especulación de una posible elección para destituir a Newsom, Cox donó $ 50,000 a la Coalición Patriota de California en apoyo de la destitución de su antiguo oponente.
El 26 de abril de 2021, se anunció que el esfuerzo de destitución tenía suficientes firmas para calificar para una votación. El 4 de mayo de 2021, Cox comenzó su campaña para las elecciones revocatorias para reemplazar a Newsom como gobernador, calificándose de "la bestia", en contra de la "belleza".
Cox recibió una citación durante un debate en vivo el 17 de agosto por parte de un tribunal del condado de San Diego por una deuda de aproximadamente $ 100,000 de la campaña para gobernador de 2018.

## Posturas políticas
Cox comenzó su carrera política en el Partido Demócrata, sin embargo se hizo conocido por sus posturas conservadoras. Luego se registró en el Partido Republicano.

### Aborto
Cox he dejado en claro su postura en contra del aborto en varias oportunidades; en 2006 declaró: "El aborto es un asesinato, simple y llanamente, y eso debe estar regulado por la ley estatal".

### Donald Trump
Cox no apoyó a Donald Trump en las elecciones presidenciales de 2016, sino que optó por votar al candidato libertario Gary Johnson. Esto le valió múltiples críticas de los republicanos. En enero de 2018, Cox dijo que su voto por Johnson había sido "un error".
Trump apoyó a Cox en las elecciones para gobernador de California de 2018.

### Impuesto al combustible
En 2018, Cox presentó aproximadamente 811.000 firmas en un esfuerzo por derogar el aumento del impuesto al combustible de 2017.

### Muro fronterizo
En enero de 2018, Cox dijo que se oponía a la construcción de un muro fronterizo. Sin embargo, luego declaró que había cambiado de parecer y que apoyaba la construcción de un muro fronterizo sur.

### Pena de muerte
Cox se opone a la pena de muerte por sus convicciones católicas.

## Vida personal
Cox es hijo de Albert Kaplan y Priscilla Pick. Luego de divorciarse de Kaplan, su madre se casó con Thomas Cox, un supervisor de la oficina de correos, quien lo adoptó y trasladó a la familia al suburbio de Alsip.
Cox se casó dos veces y tiene cuatro hijos. Él y su familia son católicos.

## Resultados electorales

### Cámara de Representantes de los Estados Unidos
| 2000 | 10.º distrito congresional de Illinois | R | 6,339 | \| \| 10,09 % \| | No electo | [ 16 ] |
|      | 10,09 %                                |   |       |                  |           |        |

### Registrador de escrituras del condado de Cook
| Año  |         | Partido | Votos            | Porcentaje | Resultado | Ref. |
| ---- | ------- | ------- | ---------------- | ---------- | --------- | ---- |
| 2004 | R       | 530,945 | \| \| 29,26 % \| | No electo  | [ 17 ]    |      |
|      | 29,26 % |         |                  |            |           |      |

### Gobernador de California
|  | 25,74 % |

|  | 38,05 % |